# Guilherme Madruga
Guilherme Miranda Madruga Gomes (Campo Grande, 11 novembre 2000) è un calciatore brasiliano, difensore o centrocampista del Shandong Taishan.

## Caratteristiche tecniche
Di ruolo centrocampista difensivo, può giocare anche al centro della difesa.

## Carriera
Madruga è cresciuto nei settori giovanili di Ipatinga, José Bonifácio e Desportivo Brasil. Proprio con quest'ultimo club ha iniziato la sua carriera professionistica nella stagione 2019 del Campeonato Paulista Série A3, e vi ha giocato fino al 2022 fatta eccezione per un breve prestito alla Catanduvense nel 2021.
Il 18 novembre 2022 è stato acquistato in prestito dal Botafogo-SP ed il 15 aprile 2023 ha giocato il suo primo incontro in un campionato nazionale brasiliano, contro la Juventude in Série B. Il 28 giugno seguente ha deciso la partita vinta 1-0 contro il Grêmio Novorizontino con una rovesciata da fuori area. Questo gol il 22 settembre seguente gli è valso la nomina per il FIFA Puskás Award, premio che si è aggiudicato il 15 gennaio 2024.
Il 24 ottobre 2023 il Botafogo ha esercitato il diritto per l'acquisizione del 60% dei diritti sportivi del calciatore, ma nel gennaio del 2024, il giorno successivo alla vittoria del Puskas, è stato acquistato a titolo definitivo dal Cuiabá.

## Statistiche

### Presenze e reti nei club
Statistiche aggiornate al 14 giugno 2024.
| Stagione        | Squadra           | Campionato      | Campionato | Campionato | Coppe nazionali | Coppe nazionali | Coppe nazionali | Coppe continentali | Coppe continentali | Coppe continentali | Altre coppe | Altre coppe | Altre coppe | Totale | Totale | Totale |
| Stagione        | Squadra           | Comp            | Pres       | Reti       | Comp            | Pres            | Reti            | Comp               | Pres               | Reti               | Comp        | Pres        | Reti        | Pres   | Reti   |        |
| --------------- | ----------------- | --------------- | ---------- | ---------- | --------------- | --------------- | --------------- | ------------------ | ------------------ | ------------------ | ----------- | ----------- | ----------- | ------ | ------ | ------ |
| 2019            | Desportivo Brasil | A3/SP           | 8          | 0          |                 | -               | -               |                    | -                  | -                  | CP          | 12          | 1           | 20     | 1      |        |
| 2020            | Desportivo Brasil | A3/SP           | 5          | 0          |                 | -               | -               |                    | -                  | -                  |             | -           | -           | 7      | 0      |        |
| 2021            | Catanduvense      | SD/SP           | 7          | 0          |                 | -               | -               |                    | -                  | -                  |             | -           | -           | 7      | 0      |        |
| 2021            | Desportivo Brasil | A3/SP           | 14         | 0          |                 | -               | -               |                    | -                  | -                  |             | -           | -           | 7      | 0      |        |
| 2022            | Desportivo Brasil | A3/SP           | 1          | 0          |                 | -               | -               |                    | -                  | -                  | CP          | 11          | 1           | 12     | 1      |        |
| 2023            | Botafogo-SP       | A1/SP+B         | 11+32      | 0+2        | CB              | 3               | 0               |                    | -                  | -                  |             | -           | -           | 46     | 2      |        |
| 2024            | Cuiabá            | PD/MT+A         | 9+5        | 1+0        | CB              | 2               | 0               | CS                 | 4                  | 0                  | CV          | 4           | 0           | 24     | 1      |        |
| Totale carriera | Totale carriera   | Totale carriera | 92         | 3          |                 | 5               | 0               |                    | 4                  | 0                  |             | 27          | 2           | 128    | 5      |        |

## Palmarès

### Club
- Campionato Matogrossense: 1

Cuiabá: 2024

### Individuale
- FIFA Puskás Award: 1

2023 (28 giugno 2023: Grêmio Novorizontino - Botafogo-SP 0-1)